# Gianni Usvardi

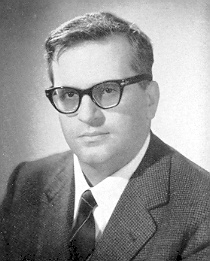
Gianni Usvardi

Gianni Usvardi (6 de maio de 1930 - 21 de maio de 2008) foi um político italiano que serviu como deputado (1963-1972) e prefeito de Mântua (1973-1985).